# درجة تكثف
نقطة الندى أو درجة التكثف هي درجة الحرارة التي يبرد فيها الهواء بمكوناته المختلفة، عند ضغط جوي محدد ليتكثف بخار الماء إلى مياه. الماء المكثف يسمى الندى. درجة التكثف هي نقطة التشبع عندما تنخفض درجة حرارة درجة التكثف إلى ما دون الصفر فإنه غالبا ما تسمى بنقطة الصقيع، لان بخار الماء لم يعد ينتج ندى لكن بدلا من ذلك ينتج ثلج أو الصقيع المتجمد عن طريق الترسب.
درجة التكثف ترتبط بالرطوبة النسبية. وارتفاع نسبة الرطوبة النسبية يشير إلى أن درجة التكثف هي أقرب إلى درجة حرارة الهواء الحالية. الرطوبة النسبية بنسبة 100 ٪ تشير إلى ان درجة التكثف تساوي درجة الحرارة الحالية ويكون الهواء مشبع تماما بالمياه. عندما تكون درجة التكثف ثابته ودرجة الحرارة في ارتفاع، الرطوبة النسبية ستكون في نقصان.
في ضغط معين وعدم الاعتماد على درجة الحرارة فان درجة التكثف تدل على الكسر الجزيئي لبخار الماء في الهواء، وبالتالي تحدد الرطوبة في الهواء. درجة التكثف رقما إحصائيا مهم للطيارين في الطيران العام، كما انه يستخدم لحساب احتمال الجليد المكربن والضباب، وتقدير ارتفاع السحب.

## الضغط الثابت

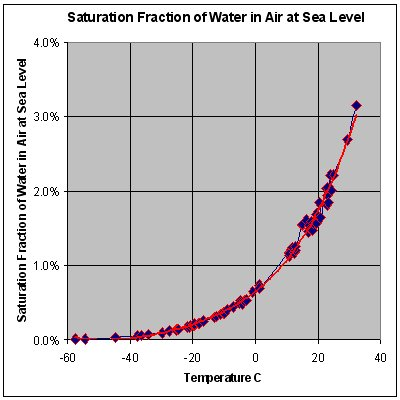
هذا الرسم البياني يبين النسبة القصوى (حسب الكتلة) من بخار الماء التي يمكن أن توجد في الهواء عند مستوى سطح البحر عبر مجموعة من درجات الحرارة. سلوك بخار الماء لا يتوقف على وجود غازات أخرى في الجو. تشكيل الندى من شأنه أن يحدث عند درجة التكثف حتى لو كان فقط الغاز الحالي هو بخار الماء.

في ضغط بارومتري معين وعدم الاعتماد على درجة الحرارة فان درجة التكثف تدل على الكسر الجزيئي لبخار الماء في الهواء، وبالتالي تحدد الرطوبة في الهواء. إذا ارتفاع الضغط الجوي من دون تغيير الكسر الجزيئي، فإن درجة التكثف ترتفع تبعا لذلك، ويتكثف الماء عند درجة حرارة أعلى. الحد من الكسر الجزيئي، أي جعل الهواء أكثر جفافا، سوف يجعل درجة التكثف تتراجع إلى قيمتها الأصلية. بنفس الطريقة، فان زيادة نسبة الكسر الجزيئي بعد انخفاض الضغط يجعل درجة التكثف ترتفع إلى مستواهه الأصلي. لهذا السبب، فإن نفس درجة التكثف في نيويورك، نيويورك ودنفر، أول أكسيد الكربون (والذي هو على ارتفاع أعلى من ذلك بكثير) يعني أن جزء أكبر من الهواء في دنفر يتكون من بخار ماء أكثر مما هو عليه في نيويورك.

## الضغط المتغير
عند درجة حرارة معينة ولكن مستقلة عن الضغط الجوي، وفان درجة التكثف تشير إلى الرطوبة المطلقة absolute humidity للهواء. إذا ارتفعت درجة الحرارة دون تغيير الرطوبة المطلقة، فإن درجة التكثف ترتفع تبعا لذلك، ويتكثف الماء عند الضغط العالي. تقليل نسبة الرطوبة المطلقة سيجعل درجة التكثف تتراجع إلى قيمتها الأصلية. بنفس الطريقة، فان زيادة الرطوبة المطلقة بعد انخفاض درجة الحرارة يجعل درجة التكثف تصل إلى مستواهه الاصلي. بالعودة إلى مثال نيويورك—دنفر، فان هذا يعني أنه إذا كانت درجة التكثف ودرجة الحرارة في كلتا المدينتين هي نفسها، فان كتلة بخار الماء لكل متر مكعب من الهواء وسوف تكون هي ذاتها أيضا في هذه المدن.

## نطاق الراحة Comfort range
البشر يميلون إلى الانزعاج إلى مع درجة التكثف العالية، أي أكثر من 15 °م (59 °ف) الجسم ينتج العرق للتهدئة. ارتفاع الرطوبة النسبية، وبالتالي ارتفاع درجة التكثف، يمنع تبخر العرق ويقلل الفعل التبريدي بالتبخر evaporative cooling نتيجة لذلك، قد ترتفع درجة حرارة الجسم، مما يؤدي إلى عدم الراحة.
الانزعاج أيضا يوجد عند التعامل مع درجة تكثف منخفضة (أي أقل من −30 °م (−22 °ف) الهواء الجفاف يمكن أن يسبب تشقق الجلد واهتياجه بشكل أكثر سهولة.
درجة التكثف القليلة، أقل من 10 °م (50 °ف)، تتطابق مع انخفاض درجات الحرارة المحيطة، ويحتاج الجسم إلى تبريد أقل. درجة التكثف القليلة يمكن أن تترافق مع ارتفاع في درجة الحرارة فقط في الرطوبة النسبية المنخفضة للغاية (انظر الرسم البياني أدناه)، مما يسمح بالتبريد الفعال نسبيا.
اولئك الذين اعتادوا على المناخ القاري غالبا ما يبدأون يشعرون بعدم الارتياح عندما تصل درجة التكثف بين 15 و 20 °م (59 و 68 °ف) معظم سكان هذه المناطق سوف يعتبرون درجة التكثف أعلاه 21 °م (70 °ف) مرهقة.
| درجة التكثف بالدرجة المئوية | درجة التكثف ° بالفهرنهيت | مدركات الإنسان                                          | الرطوبة النسبية في 90 °ف (32 °م) |
| --------------------------- | ------------------------ | ------------------------------------------------------- | -------------------------------- |
| > أعلى من 26 درجة مئوية     | > أعلى من 80 ° واو       | ارتفاع حاد. قاتلة لمرضى الربو والأمراض المرتبطة به      | 65 ٪ وأعلى                       |
| 24—26 درجة مئوية            | 75—80 ° واو              | غير مريح للغاية، إلى حد ما مرهق                         | 62 ٪                             |
| 21—24 درجة مئوية            | 70—74 ° واو              | رطب جدا، وغير مريح                                      | 52 ٪ -- 60 ٪                     |
| 18—21 درجة مئوية            | 65—69 ° واو              | نوعا ما غير مريح بالنسبة لمعظم الناس على الحواف العلوية | 44 ٪ -- 52 ٪                     |
| 16—18 درجة مئوية            | 60—64 ° واو              | جيد لأكثر الناس، ولكن يشعر بالرطوبة على الحواف العلوية  | 37 ٪ -- 46 ٪                     |
| 13—16 درجة مئوية            | 55—59 ° واو              | مريح                                                    | 31 ٪ -- 41 ٪                     |
| 10—12 درجة مئوية            | 50—54 ° واو              | مريح جدا                                                | 31 ٪ -- 37 ٪                     |
| <10 درجة مئوية              | <49 ° واو                | جافة بعض الشيء بالنسبة للبعض                            | 30 ٪                             |

درجة التكثف بـ35 °م (95 °ف) سُجلت في الظهران بالمملكة العربية السعودية في 8 يوليو 2003 الساعة 3 عصرًا. وكانت درجة الحرارة 42 °م (108 °ف)، مما أسفر عن درجة حرارة محسوسة تبلغ 81.1 °م (178.0 °ف)

## احتساب درجة التكثف

الرسم البياني للتبعية والتعامد على درجة حرارة الهواء لعدة مستويات من الرطوبة النسبية. استنادا إلى آب / روش - ماغنوس تقريبي.

تقريب معروف يستخدم لحساب درجة التكثف Td  والرطوبة النسبية هي RH ودرجة الحرارة الفعلية للهواء T تكون:
{\displaystyle T_{d}={\frac {b\ \gamma (T,RH)}{a-\gamma (T,RH)}}}
حيث أن
{\displaystyle \gamma (T,RH)={\frac {a\ T}{b+T}}+\ln(RH/100)}
حيث تكون درجات الحرارة بالدرجة المئوية، و"ln" يشير إلى اللوغاريتم الطبيعي. الثوابت هي:
a = 17.271
b = 237.7 درجة مئوية
هذا التعبير يستند إلى تقريب آب / روش - ماغنوس لتشبع ضغط بخار الماء في الهواء كدالة في درجة الحرارة. انها تعتبر سارية المفعول ل
0 °C <T <60 °C
1% <RH <100%
0 °C <Td <50 °C

### تقريب بسيط
هناك أيضا تقريب بسيط جدا يسمح بالتحويل بين درجة التكثف، ودرجة الحرارة الجافة والرطوبة النسبية، بنسبة دفة نحو ± 1 درجة مئوية طالما ان الرطوبة النسبية فوق 50 ٪.
المعادلة هي:
{\displaystyle T_{d}=T-{\frac {(100-RH)}{5}}}
أو
{\displaystyle RH=100-5(T-T_{d}).}
يمكن التعبير عن هذا كقاعدة ب:

لكل 1 درجة مئوية فرق في درجات الحرارة الرطبة والجافة فان الرطوبة النسبية
تنخفض بنسبة 5 ٪، بدءا من RH = 100 ٪ عندما تكون درجة التكثف تساوي درحة الحرارة الجافة.

حيث RH  في هذه الحالة هو نسبة مئوية، وT و Td  بالدرجة المئوية.
الاشتقاق من هذا، تبعً لمدى دقتها، بالمقارنات بالتقريبات الأخرى، وعلى مزيد من المعلومات عن تاريخ وتطبيقات درجة التكثف في نشرة الجمعية الأميركية للأرصاد الجوية.
فيال فهرنهايت.
{\displaystyle Tf_{d}=Tf-{\frac {(100-RH)}{2.778}}}
على سبيل المثال، الرطوبة النسبية 100 ٪ تعني درجة تكثف بنفس درجة الحرارة الجوية. 90 ٪ من درجة التكثف RH هي 3 درجات فهرنهايت أقل من درجة الحرارة الجوية. مقابل كل 10 في المئة أقل، 3 °F. درجة في درجة التكثف
TFd  ' يكون في درجة فهرنهايت؛ RH  هو نفسه على النحو الوارد أعلاه.

### تقدير تقريبي أقرب
عملية حسابية تُستخدم من قبل الإدارة الوطنية للمحيطات والغلاف الجوي هي:
{\displaystyle e_{s}=6.112\exp \left({17.67T \over T+243.5}\right)}
{\displaystyle e_{w}=6.112\exp \left({17.67T_{w} \over T_{w}+243.5}\right)}
{\displaystyle e=e_{w}-p_{sta}\left(T-T_{w}\right)0.00066\left[1+(0.00115T_{w})\right]}
{\displaystyle RH=100{e \over e_{s}}}
{\displaystyle T_{d}={243.5\ln(e/6.112) \over 17.67-\ln(e/6.112)}}
حيث أن
RH هي الرطوبة النسبية و T_d هي درجة التكثف في الدرجة المئوية
T و T_w هما the dry-bulb و wet-bulb temperatures على التوالي في درجات حرارة بالدرجة المئوية
{\displaystyle e_{s}}هي ضغط بخار الماء المشبع، في وحدة من millibar، في he dry-bulb temperature
{\displaystyle e_{w}} هو مشبع ضغط بخار الماء، في وحدات من millibar، في الرطب في درجة الحرارة لمبة
{\displaystyle e} هو ضغط بخار الماء الفعلي، في وحدات من millibar
{\displaystyle p_{sta}} «ضغط المحطة station pressure» (absolute barometric pressure في الموقع الذي يجري احتساب نسبة الرطوبة له) في وحدات من بار (والذي هو أيضا hPa).
لمزيد من الدقة استخدام معادلات أردن باك لإيجاد ضغوط بخار الماء

## وصلات خارجية
- الخطوط التعامد حاسبة—شو عدادات لقياس الرطوبة
- الخطوط برنامج ويندوز، التعامد وحدات التحويل حاسبة—PhyMetrix
- الخطوط التعامد حاسبة
- ما هي درجة التكثف؟
- نوا درجة التكثف
- درجة تكثف الصيغة
- برنامج ويندوز لمؤشر الحرارة، درجة التكثف، الخ
- غالبا الإجابات اللازمة عن الحرارة، الرطوبة ودرجة التكثف من sci.geo.meteorology أخبار يوزنت
- مجانية الرطوبة والتعامد حاسبة—Vaisala